# Charles Olivier de Saint-Georges
Charles Olivier de Saint-Georges, markiz de Vérac (ur. 10 października 1743, zm. w grudniu 1828) – francuski arystokrata, dyplomata, wojskowy i historyk.
Jego ojcem był François Olivier de Saint-Georges de Vérac, matka zaś Elisabeth Marie de Riencourt.
24 kwietnia w Paryżu poślubił Marie Charlotte de Croy (1740–1776). W 1768 roku urodził mu się syn Olivier (markiz de Saint-Georges de Vérac, zm. 1858).
Uczestniczył w kampanii wojennej z 1761 roku, jako adiutant księcia d'Havre. Brał udział w bitwie pod Willinghausen.
W 1772 roku mianowany ambasadorem w Kassel (był nim do 1773). Od 1774 roku ambasador Francji w Danii. W Kopenhadze zmarła jego żona 27 lutego 1776. Do Paryża powrócił w 1777 roku. Następnie był francuskim ambasadorem w Rosji (od 15 kwietnia 1782) i Holandii (1784–1787). Jego protektorem był ówczesny MSZ Charles Gravier de Vergennes.
W Petersburgu przyjął i zaopiekował się synem wielkiego francuskiego biologa hrabiego Buffona. Jako ambasador w Hadze de Vérac miał zapobiec wzrostowi wpływów Prus w Holandii po ich inwazji na ten kraj 1787 roku, co się mu nie powiodło. Od marca 1789 roku do 1791 ambasador francuski w Szwajcarii.
Autor: „Słynnych rewolucji i spisków” i (Histoire Des Conjurations, Conspirations et Revolutions Celebres), w której to księdze uwzględnił także takie egzotyczne kraje jak Chiny i Syjam.
W roku 1816 generał pułkownik.